# Skattor
Skattor (Solanum) är ett släkte i familjen potatisväxter. Släktet har i det närmaste global utbredning men återfinns huvudsakligen i tropiska och subtropiska regioner. Släktet innehåller cirka 1 500 arter, vilket gör det till ett av de största släktena i hela växtriket.[källa behövs]
De flesta växterna i detta släkte har giftiga växtdelar, men flera har ätbara frukter, blad eller knölar. Inom släktet finns bland annat de viktiga födoämnesväxterna potatis, tomat och aubergine. Flera arter odlas också som prydnadsväxter för sina vackra blommor eller frukter.

## Biologi
Arterna inom släktet är annueller, perenner, halvbuskar eller buskar, och många arter är klättrande. De kan vara kala eller håriga och ibland mycket taggiga. Bladen kan vara enkla eller parbladigt sammansatta.
Blomställningarna kommer i bladvecken eller mitt emot bladen. De kan vara uppbyggda som klasar, flockar, vippor eller buntar, alltid utan högblad, och ibland sitter blommorna ensamma. Blommorna är tvåkönade och vanligen femtaliga. Fodret är vanligen femflikigt. Kronan är oftast utbredd och stjärnlik. Ståndarna är fästade nära blompipens mynning och ofta sammanvuxna runt den ensamma pistillen. Frukten är ett två- till femrummigt bär i varierande färg – ofta svart, rött, gulrött eller grönt.

## Utbredning och biotop
Skattor har i det närmaste global utbredning men återfinns huvudsakligen i tropiska och subtropiska regioner. De förekommer i alla biotoper utom i eller under vattnet, och i alpina eller salina miljöer. I Sverige finns endast några få vildväxande arter, inklusive besksöta (S. dulcamara) och nattskatta (S. nigrum).

## Användning
Ett antal av släktets arter har fått vid spridning som kulturväxter. Både tomat (S. lycopersicum), aubergine (S. melongena) och kantikari ("thailändsk aubergine", S. virginianum) odlas för sina frukters skull, och dessa används som grönsak. Andra arters frukter betraktas ur livsmedelssynpunkt som frukter, inklusive pepino (S. muricatum) och tamarillo ("trädtomat", S. betaceum). Hos vissa växter nyttjas istället de stärkelserika rotknölarna – bland annat hos potatis (S. tuberosum).
Detta till trots har de flesta arter en eller flera giftiga växtdelar. Bland gifterna finns glykoalkaoiden solanin, som används av växten som ett skydd mot svamp- och bakterieangrepp; hos bland annat potatis finns solanin i alla gröna växtdelar. Alkaoider är även vanliga hos andra släkten inom potatisfamiljen, inklusive tobaksläktet med dess beroendeframkallande nikotin.

## Systematik
Skattor är ett av de mest artrika släktena inom hela växtriket, och med sina totalt 1 250 till 1 700 arter[källa behövs] omfattar det nästan hälften av alla arter inom familjen potatisväxter. Flera rupper som tidigare behandlades som egna släkten, som  Cyphomandra, Lycopersicon (tomater), Normania och Triguera ingår idag i Solanum som undersläkten eller andra underkategorier.
Inom släktet finns cirka 450 arter inom den stjärnhåriga, taggiga gruppen, som har störst artkoncentration i Sydamerika men som även finns rikligt representerad i bland annat Afrika och Australien. Ytterligare 175 till 200 arter ingår i potatisgruppen.

### Arter (urval)
- Amerikansk nattskatta (S. americanum)
- Argentinsk nattskatta (S. bonariense)
- Aubergine (S. melongena)
- Besksöta (S. ducamara)
- Blek taggborre (S. sisymbriifolium)
- Blå taggborre (S. citrullifolium)
- Bägarnattskatta (S. physalifolium)
- Bärskatta (S. scabrum)
- Chilensk stjärnsöta (S. crispum)
- Djävulsskatta (S. asperolanatum[9])
- Eldskatta (S. pyracanthos)[10]
- Guldbärsskatta (S. capsicoides)
- Gul nattskatta (S. villosum)
- Gult känguruäpple (S. laciniatum)
- Japansk besksöta (S. pittosporifolium)
- Kantikari (S. virginianum)
- Klibbnattskatta (S. sarrachoides)
- Klätterskatta (S. wendlandii)
- Korallbär (S. pseudocapsicum)
- Känguruäpple (S. laciniatum)
- Käringtomat (S. mammosum)[11]
- Naranjilla (S. quitoense)
- Nattskatta (S. nigrum)
- Pepino (S. muricatum)
- Potatis (S. tuberosum)
- Praktsöta (S. seaforthianum)
- Purpurskatta (S. xanti)
- Rostskatta (S. robustum)
- Röd nattskatta (S. villosum var. miniatum)
- Rött känguruäpple (S. aviculare; svenskt namn sedan 2005[12])
- Silverskatta (S. elaeagnifolium)
- Sodomsäpple (S. linnaeanum)[13]
- Stjärnsöta (S. laxum)
- Taggborre (S. rostratum)
- Tomat (S. lycopersicum)
- Topiro (S. sessiflorum)[14]
- Trädtomat ("tamarillo", S. betaceum)[15]
- Vitskatta (S. marginatum)
- Vinbärstomat (S. pimpinellifolium)[16]
- Ärtaubergin (S. torvum)
- Solanum lycocarpum ("vargäpple")

## Bildgalleri

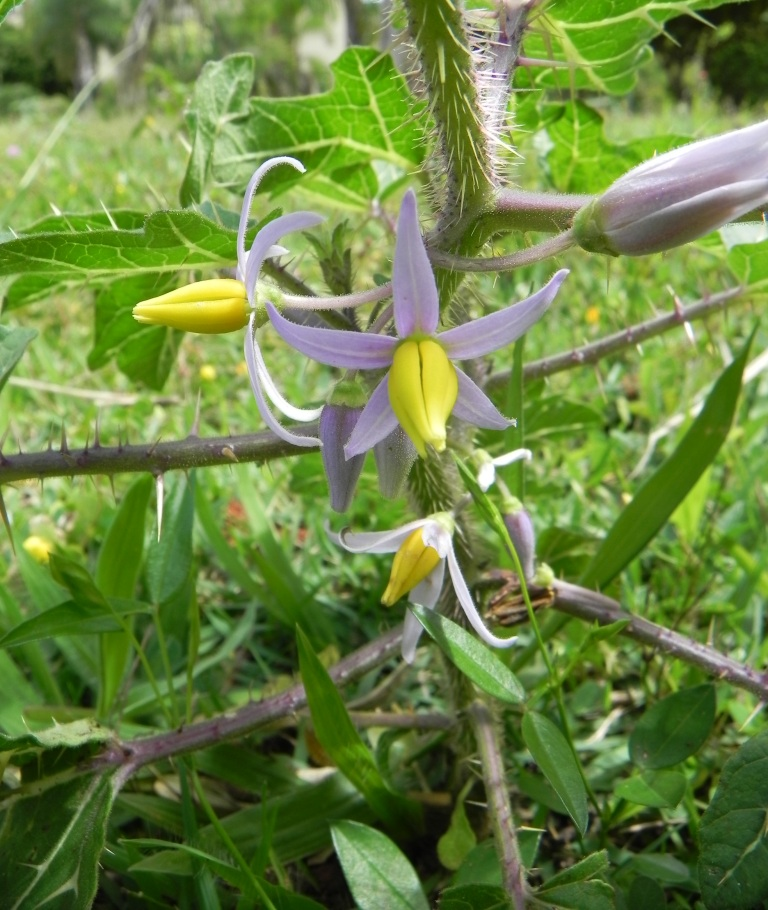
Solanum palinacanthum
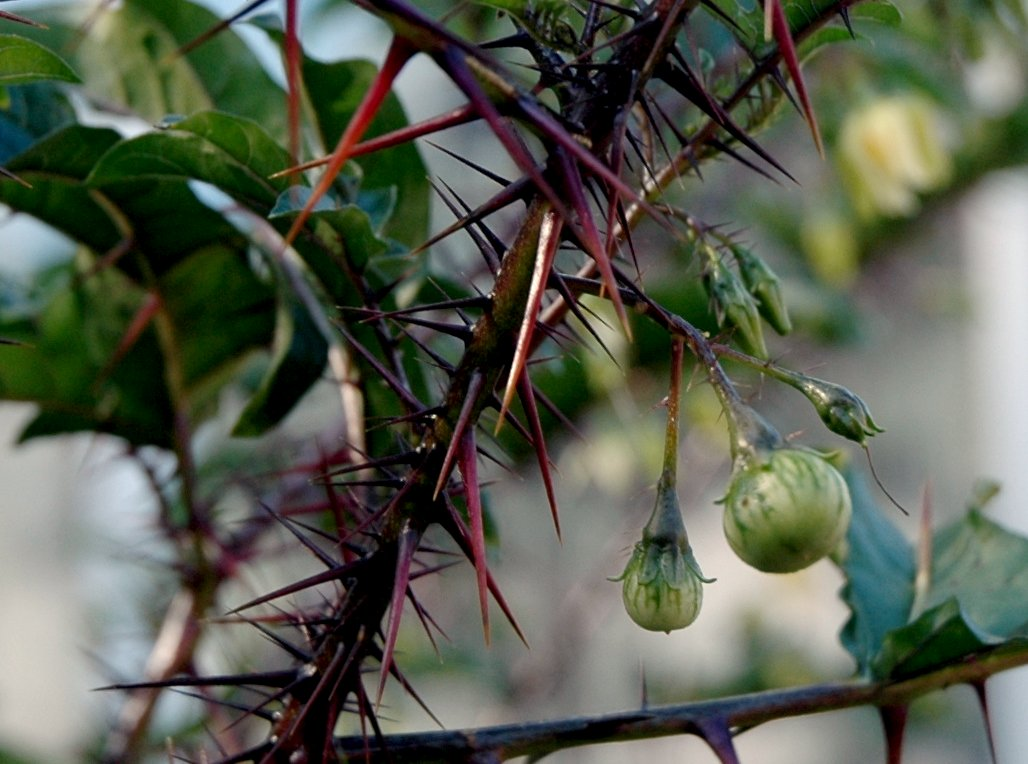
Solanum atropurpureum, frukter
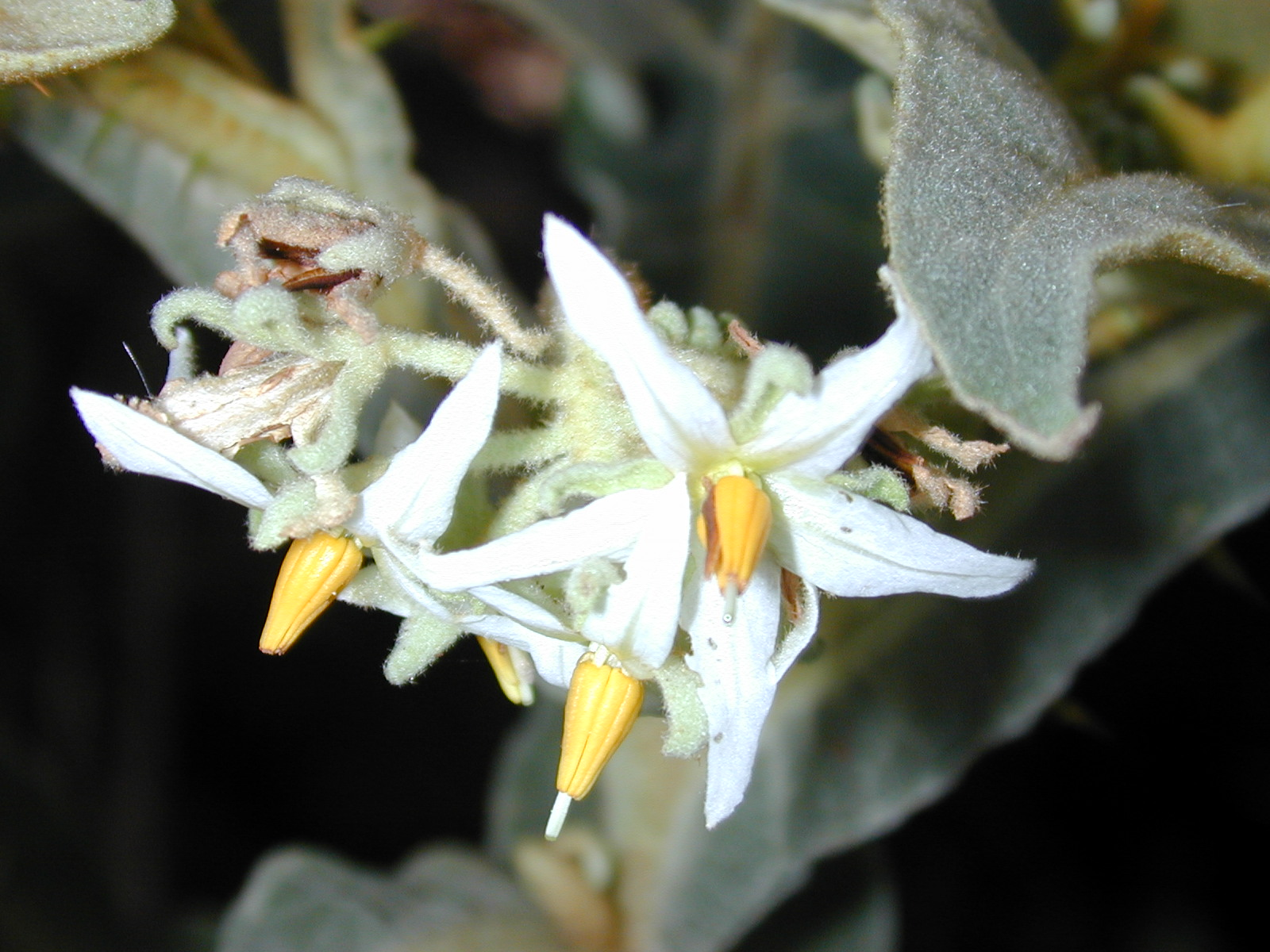
Solanum robustum
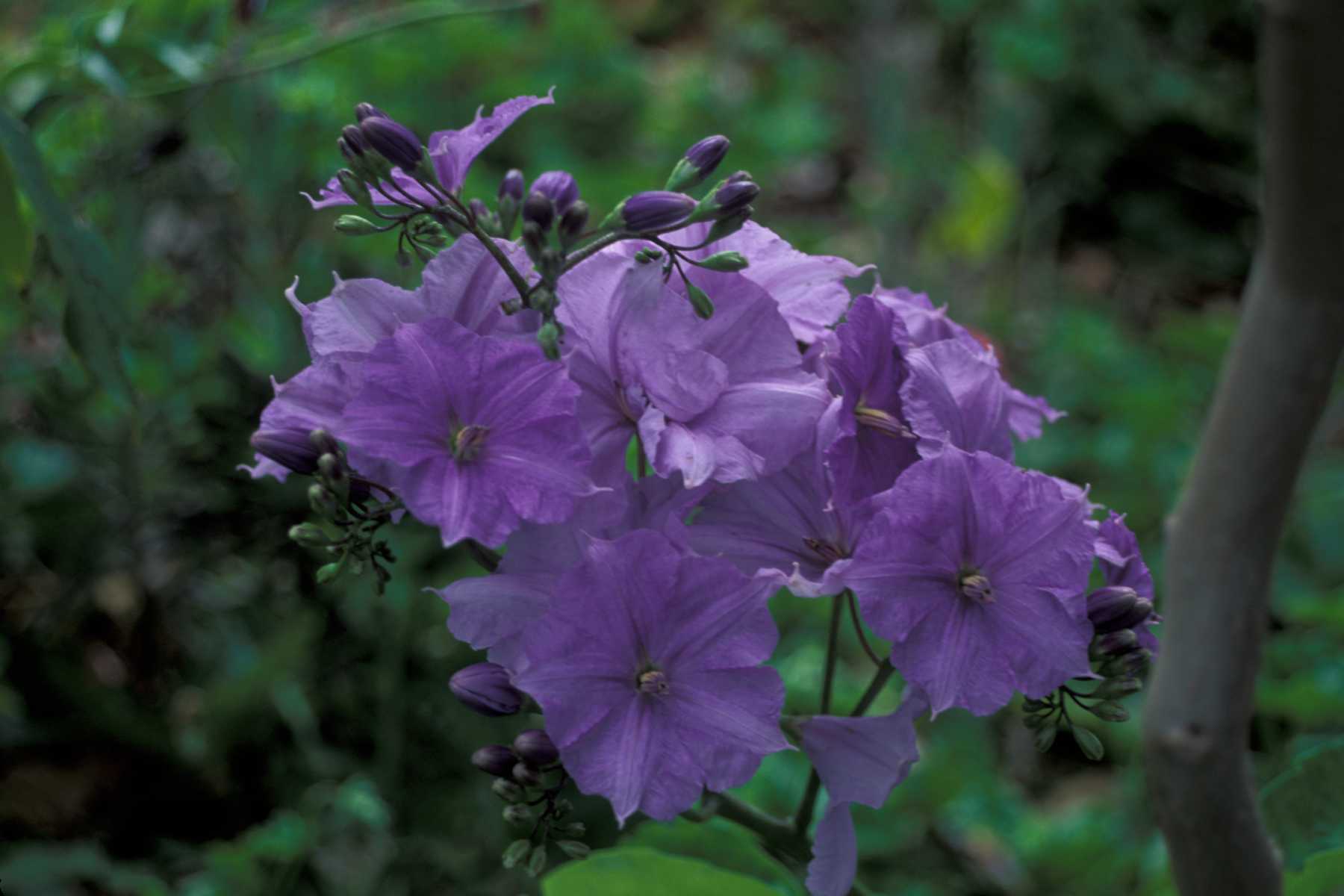
Solanum wendlandii
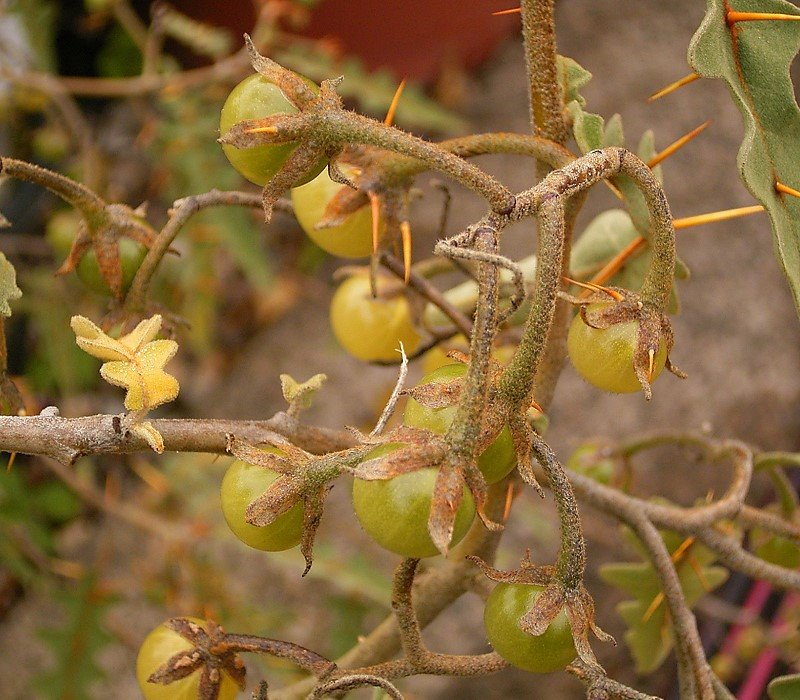
Solanum pyracanthum
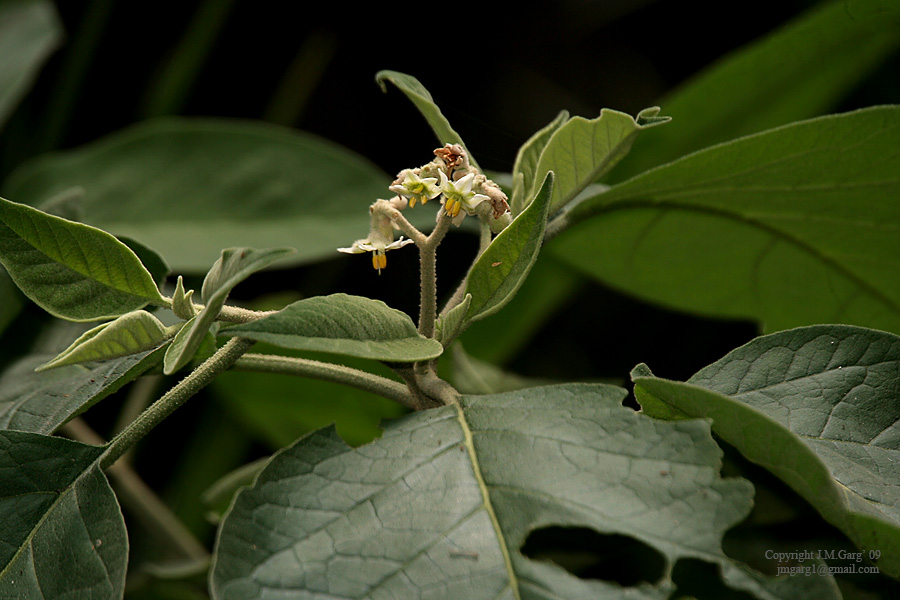
Solanum erianthum